# Будівництво 352 і ВТТ
Будівництво 352 і ВТТ (рос. СТРОИТЕЛЬСТВО 352 И ИТЛ, Ногинский ИТЛ, ИТЛ и Строительство 352) — підрозділ системи виправно-трудових установ ГУЛАГ, оперативне керування якого здійснювало Головне Управління таборів промислового будівництва (рос. ГУЛПС).
Час існування: організований між 17.03.49 і 06.04.49 (перейменований з БУДІВНИЦТВА 713 І ВТТ);

закритий 29.04.53.

## Підпорядкування і дислокація
- ГУЛПС (як наступник БУДІВНИЦТВА 713 І ВТТ);
- ГУЛАГ МЮ з 02.04.53

Дислокація: Московська область, Електросталь

## Виконувані роботи
- будівництво залізниці Шатки-Тупикова з 06.03.50 по 10.02.51,
- будівництво об'єкта «В» (металургійний завод атомного проекту, Фізико-енергетичний інститут) з 30.11.50 по 18.09.51,
- будівельно - монтажні роботи на Московському комбінаті твердих сплавів,
- будівництво заводу 395 МХП (ЕХМЗ, Електросталь) і технікуму,
- розробка Василівського кар'єра в Калузькій обл. до 15.09.50,
- будівництво підсобних підприємств Головпромбуду,
- виготовлення збірних конструкцій житлового селища і нового ДОКу на Московському ДОКу,
- будівництво табору на Люблінських полях зрошення, службових та казармених приміщень спеціальних частин ГУВО МГБ при заводі № 12 (виробляв металевий уран для напрацювання плутонію),
- обслуговування будівельних організацій Управління будівництва Палацу Рад в Текстильниках, Лобні, Катуар, Реутова, на Полярній вул. і будівництва завода № 12 1-го ГУ при РМ СССР,
- будівництво «радгоспів» п/я 14/1, 14/2, 14/3 відповідно в р-нах ст. Брянськ-Льговський, РОССОЛОВО Північної залізниці (Костромська обл.), Лінда Горьковської залізниці (Горьковска обл.),
- будівництво бараків для автомобільного батальйону СУ 565.

## Чисельність з/к
- 01.01.50 — 8221,
- 01.01.51 — 7131,
- 01.01.52 — 10646,
- 01.01.53 — 4611;
- в 1951 р. — 13 702